# Georg Oehlrich
Georg Heinrich Eduard Oehlrich (* 22. Januar 1792 in Hannover; † 28. Dezember 1870 ebenda) war ein hannoverscher Politiker und Verwaltungsbeamter.

## Leben
Georg Oehlrich wurde als Sohn des Hofrats Joh. Georg Heinrich Oehlrich in Hannover geboren. Sein Bruder Bartold August Wilhelm Oehlrich war Bürgermeister von Harsefeld und Amtmann. Er studierte Rechtswissenschaften in Heidelberg und Göttingen. In seiner Zeit in Göttingen wurde er Mitglied des Corps Hannovera.
1819 wurde er Schatzrat und Generalsekretär der zweiten Kammer der Ständeversammlung des Königreichs Hannover und hatte dieses Amt nach einem brieflichen Zeugnis des späteren Innenministers Johann Carl Bertram Stüve hervorragend ausgeübt. Politisch sei er ein „milder Opponent der Regierung“. 1831 wurde Oehlrich zum Landdrost von Ostfriesland in Aurich ernannt. 1838 wurde Oehlrich, unter Beibehaltung seines Titels und Ranges sowie auch seiner bisherigen Besoldung, als Amtmann nach Nienburg versetzt. Er war Ritter des Guelphenordens.
Er heiratete am 15. Juni 1817 Marianne Wilhelmine Albrecht (* 3. März 1797; † 13. März 1869).